# هاميلتون د. كولمان
هاميلتون د. كولمان (بالإنجليزية: Hamilton D. Coleman)‏ هو شخصية أعمال وسياسي أمريكي، ولد في 12 مايو 1845 في نيو أورلينز في الولايات المتحدة، وتوفي في 16 مارس 1926 في بيلوكسي في الولايات المتحدة. حزبياً، نشط في الحزب الجمهوري. وقد انتخب عضو مجلس النواب الأمريكي.